# Gruppo Europeo delle Casse di Risparmio
Il Gruppo Europeo delle Casse di Risparmio (in inglese European Savings Banks Group, abbreviato in ESBG) è un'associazione bancaria che rappresenta 24 gruppi di risparmio come membri associati, provenienti da 20 nazioni europee (sia appartenenti all'Unione europea sia non aderenti).
L'associazione fu fondata il 23 aprile 1963 come "Gruppo delle Casse di Risparmio della Comunità Economica Europea" (Savings Banks Group of the European Economic Community) ed è l'organizzazione sorella dell'Istituto Mondiale delle Casse di Risparmio (in inglese World Savings and Retail Banking Institute o WSBI), entrambe gestite congiuntamente in un unico ufficio situato a Bruxelles.

## Membri
- Albania: Banka Kombetare Tregtare (BKT)
- Austria: Österreichischer Sparkassenverband
- Belgio: Coordination of Belgian Savings and Network Banks
- Danimarca: Lokale Pengeinstitutter
- Finlandia: Säästöpankkiliitto
- Francia: Groupe BPCE, Fédération Nationale des Caisses d'Epargne (FNCE)
- Germania: Deutscher Sparkassen- und Giroverband
- Islanda: Samband Islenskra Sparisjóda
- Italia: Associazione di Fondazioni e di Casse di Risparmio Spa
- Lussemburgo: Banque et Caisse d'Epargne de l'Etat (BCEE)
- Malta: Bank of Valletta Group
- Norvegia: Finance Norway (FNO)
- Paesi Bassi: SNS Bank
- Portogallo: Caixa Geral de Depósitos, Montepio
- Regno Unito: Lloyds Banking Group
- Repubblica Ceca: Çeska Spořitelna
- Slovacchia: Slovenska Spořitelna AS
- Spagna: CaixaBank, CECA
- Svezia: Sparbankernas Riksförbund, Swedbank
- Ungheria: OTP Bank Nyrt